# Rites of Spring
A Rites of Spring egy rövid életű post-hardcore/emo zenekar volt Washingtonból. Az Embrace-szel és a Beefeater-rel együtt a nyolcvanas évek egyik legjelentősebb hatású együttese volt az emo műfajban, tiszavirág életű pályafutásuk ellenére, hiszen 1984-ben alakultak meg, és 1986-ban már fel is oszlottak.

## Tagok
- Guy Picciotto - gitár, éneklés
- Eddie Janey - gitár
- Mike Fellows - basszusgitár
- Brandon Carney - dobok

## Diszkográfia
- Rites of Spring (1985, stúdióalbum)
- All Through Life (1987, EP, posztumusz kiadás)
- End on End (1991, válogatáslemez, posztumusz kiadás)
- Six Song Demo (2012, posztumusz kiadás)